# Holland Fen with Brothertoft
Holland Fen with Brothertoft est une paroisse civile du Lincolnshire, en Angleterre.